# Пицига (Алба)
Пицига (рум. Pițiga) насеље је у Румунији у округу Алба у општини Лупша. Oпштина се налази на надморској висини од 521 m.

## Становништво
Према подацима из 2002. године у насељу је живело 188 становника, од којих су сви румунске националности.